# Amblewagon

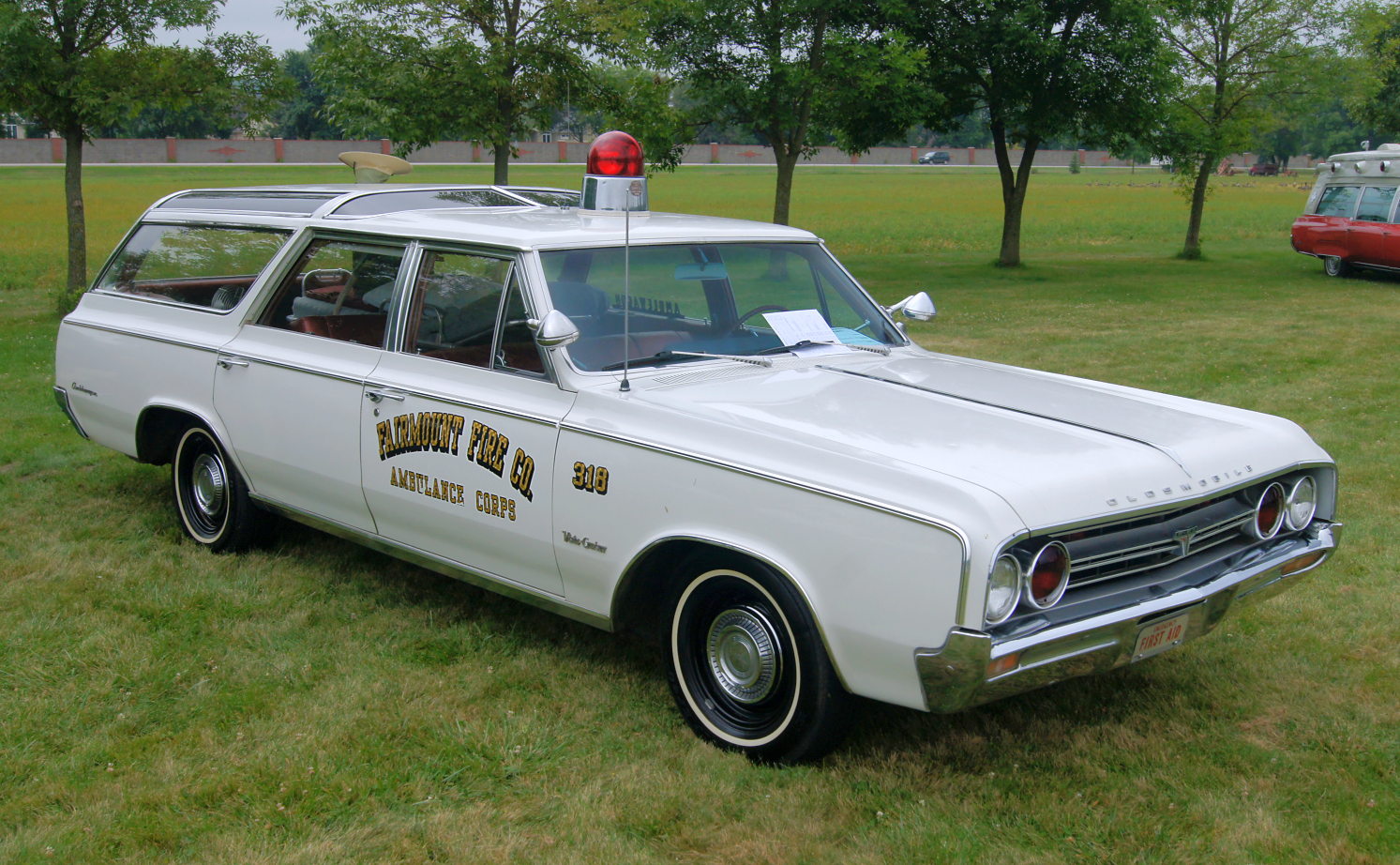
Oldsmobile Vista Cruiser von 1964, von A.C.C. zum Krankentransportwagen „Amblewagon“ umgebaut

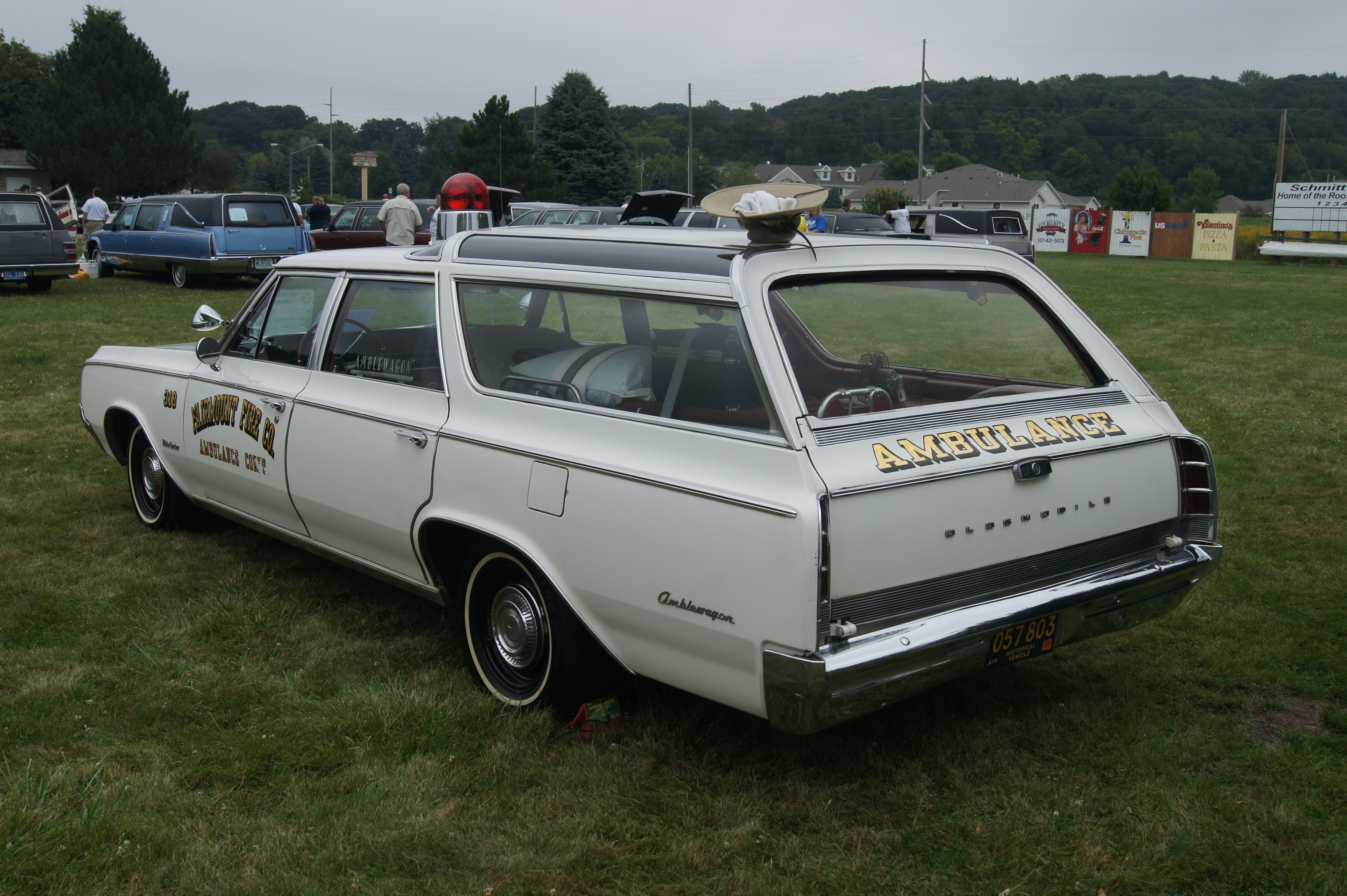
Heckansicht desselben Fahrzeugs mit Serien-Heckklappe, demontierbarer Innen- und Außenausstattung sowie dem Schriftzug „Amblewagon“ seitlich am hinteren Kotflügel

Amblewagon ist eine nicht mehr bestehende Marke des ehemaligen US-amerikanischen Karosseriebauunternehmens Automotive Conversion Corporation (A.C.C.). Das Unternehmen nutzte sie von 1956 bis 1978 zur Bezeichnung von Kraftfahrzeugen, die es vor allem zu Krankentransportwagen umgebaut hatte. Die Arbeiten wurden meist im US-Bundesstaat Michigan ausgeführt, von 1960 bis 1970 parallel auch in der kanadischen Provinz Ontario.
Besonderheiten der vergleichsweise preisgünstigen, zeitweise weit verbreiteten Amblewagons waren
- die Möglichkeit, alle Teile einfach und schnell abzubauen, um das Fahrzeug wieder als regulären Personenkraftwagen zu nutzen;
- bei Bedarf die leichte und schnelle Umrüstung des Fahrzeugs zum Leichenwagen;
- speziell in den Jahren 1957 bis 1959 die Verwendung einer selbst entworfenen und selbst gefertigten Heckklappe aus GFK mit geringem Gewicht; sie ersetzte die Werksausführung der Ausgangsfahrzeuge aus Stahlblech.

Bei Automobilsammlern sind vor allem die seltenen Fahrzeuge begehrt, die auf Basis von Edsel-Modellen entstanden, einer kurzlebigen, gescheiterten Marke des Ford-Konzerns.

## Namensherkunft und Markeninhaber
„Amblewagon“ ist ein Kofferwort aus ambulance (englisch für „Krankenwagen“) und station wagon (amerikanisches Englisch für „Kombiwagen“).
Inhaber der Marke „Amblewagon“ war die Automotive Conversion Corporation (A.C.C), ein kleines, 1955 gegründetes Karosseriebauunternehmen, dessen Sitz zunächst in Birmingham im Oakland County nahe Detroit in Michigan lag. Es war vor allem darauf spezialisiert, Kombiwagen und Kleinbusse aus der Großserienfertigung preisgünstig in seriell gefertigte Krankentransporter und Leichenwagen umzubauen. Dazu mussten weder die Fahrgestelle verlängert werden noch waren größere Eingriffe an der Karosserie wie eine Erhöhung des Fahrzeugdaches nötig. Für 1958 und 1963 ist eine Anschrift unter 2191 Cole Avenue in Birmingham, Michigan und die Unternehmensführung durch George R. Squibb dokumentiert.
Im Jahr 1965 verlegte das Unternehmen seinen Sitz und die Fertigung innerhalb des Countys in das benachbarte Troy. Von 1966 bis zum Betriebsende ist durchgängig die Adresse 2566 Industrial Row, Troy, Michigan 48084 überliefert. Bereits 1960 war eine Zweigniederlassung und zweite Produktionsstätte im kanadischen Port Credit in Ontario eröffnet worden, die 1970 wieder aufgegeben wurde; das war die Folge einer seit 1956 bestehenden Kooperation mit dem dortigen Unternehmen Elmwood Motors Limited, das anfänglich einen Exklusivvertrag zur Belieferung des Britischen Empires hatte. Für die Zweigniederlassung ist die Anschrift 170 Lakeshore Road East, Port Credit, Ontario überliefert.
Im Jahr 1978 endete die Fertigung von Amblewagons schließlich auch in Michigan. Das Unternehmen wurde kurz darauf aufgelöst, nachdem für 1978 neue gesetzliche Regelungen in Kraft getreten waren, die Pkw-basierte Krankentransportfahrzeuge weitgehend ausschlossen. Als der Betrieb eingestellt wurde, hatte das Unternehmen – bis zuletzt weiterhin unter der Führung von George R. Squibb – nur noch etwa 30 Mitarbeiter.
Mit der Marke „Amblewagon“ konkurrierte A.C.C. insbesondere mit dem etablierten Karosseriebauunternehmen Shop of Siebert (1853–1966), das ursprünglich in Ohio ansässig war und sich 1963 ebenfalls in Michigan ansiedelte; Sieberts Umbauten waren jedoch allgemein durch erhöhte Dächer, häufig auch verlängerte Fahrgestelle und Karosserien deutlich aufwendiger und teurer. Ein weiteres konkurrierendes Umbauunternehmen war beispielsweise Memphis Coach Company (1955–1961) in Memphis, Tennessee mit der Marke „Memphian“.

## Konzept des Amblewagons

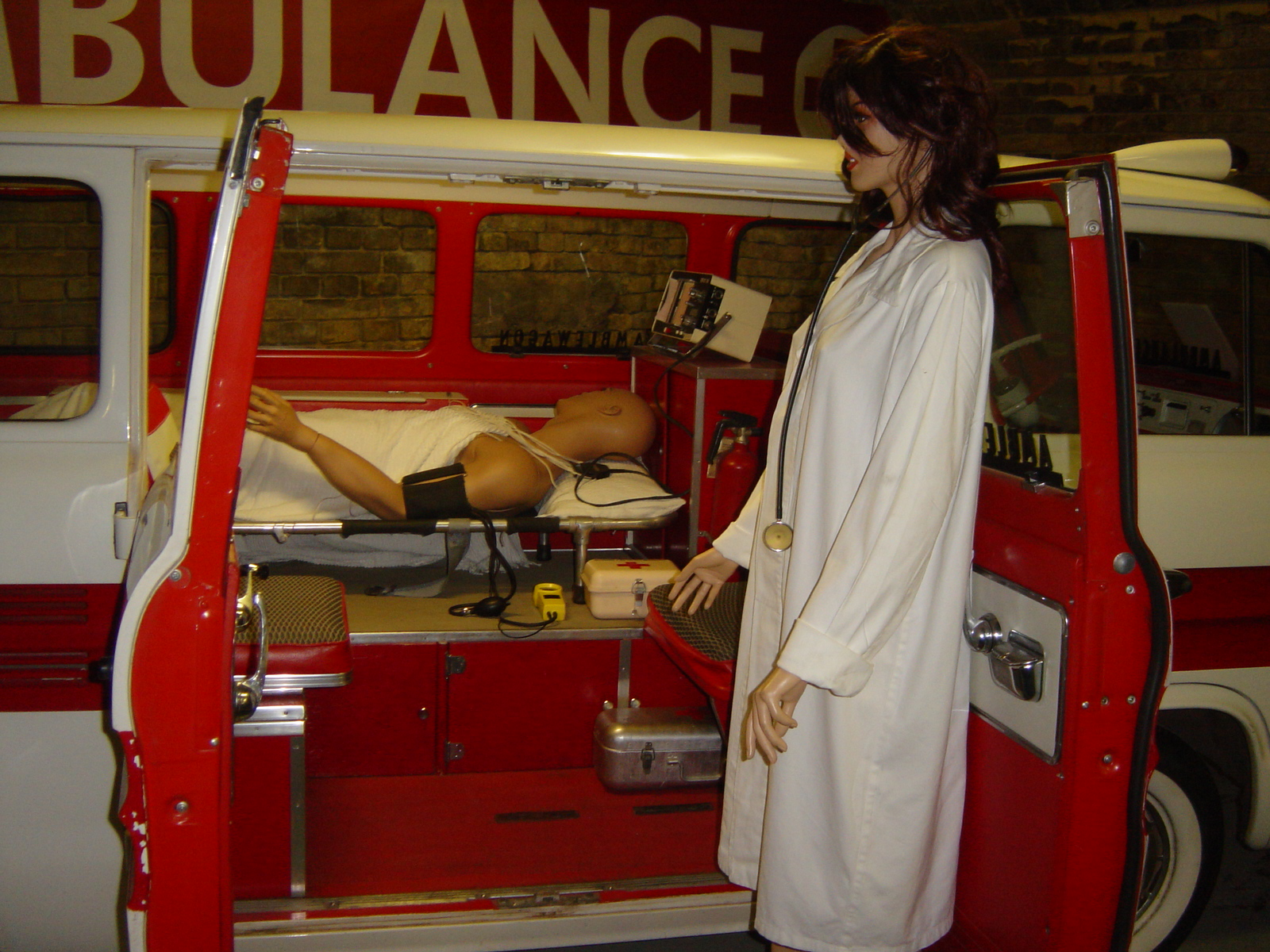
Blick durch die geöffneten Seitentüren auf die demontierbare Innenausstattung eines zum Amblewagon umgebauten Kleinbusses

Das Unternehmen A.C.C. entwickelte das spezielle Konzept in den ersten Monaten seines Bestehens. Alle Amblewagons erhielten im Inneren maßgefertigte Einbauschränke aus Holz mit Aluminium-Leisten; die Flächen waren mit abwaschbarer weicher PVC-Kunststofffolie („Vinyl“ / Kunstleder) bezogen, die farblich auf die Nutzung beziehungsweise auf die Innenausstattung abgestimmt waren. Zur Nutzung als Krankentransportwagen erhielten sie eine Liege, eine zusammenklappbare Trage, für die hinteren Scheiben milchig-opake Acrylglas-Aufsätze mit eingeätzten Kreuzen sowie einen Sichtschutz an den hinteren Seitentüren. Im Heck fand eine 75 Inch (190 Zentimeter) lange Liege Platz, auf der ein Patient liegend oder aufrecht sitzend transportiert werden konnte. Viele Ausführungen boten sogar die Möglichkeit, mittels der Trage oder einer zweiten Liege gleichzeitig zwei Patienten liegend zu versorgen.
Außen am Fahrzeug wurde die für nordamerikanische Ambulanzwagen typische Ausstattung montiert, insbesondere am Kühlergrill oder auf dem Fahrzeugdach angebrachte Warnleuchten, eine Rundumkennleuchte, eine Sirene und Frontlampen für Blitzlicht. Eine konzeptionelle Besonderheit der Amblewagons war, dass alle Teile durch einfache Flügelmuttern und Federklemmen befestigt waren; hierdurch konnten sie ohne Beschädigungen entfernt und das Fahrzeug in angeblich fünf Minuten optisch wieder in den Serienzustand gebracht werden. Eine andere Quelle bestätigt eine solche Umbaumöglichkeit „in weniger als zehn Minuten“.
Parallel zur Ausführung als Ambulanz gab es Amblewagon-Varianten, mit denen Kombis nach dem gleichen Konzept zu Leichenwagen umgerüstet werden konnten oder je nach Bedarf zwischen Ambulanz und Leichenwagen gewechselt werden konnte. A.C.C. verfeinerte das Konzept in der Folge weiter: Ergänzend wurden ab 1958 äußerlich stärker veränderte Umbauten von Kombis zu Leichenwagen unter der Modellbezeichnung „Arlington“ angeboten; auch hier bestand gegen Aufpreis die Möglichkeit einer schnellen und einfachen Umrüstung zum Krankentransportwagen.
Ferner war der Amblewagon eines der ersten Kraftfahrzeuge seiner Zeit, das als „rollendes Büro“ eingestuft werden konnte: Bereits 1960 wird eine Variante auf Pontiac-Basis beschrieben, die ein Handwaschbecken mit fließendem Wasser, eine HiFi-Stereoanlage und einen Klapptisch zum Aufstellen einer Schreibmaschine umfasste. Im Jahr 1961 standen über einhundert Ausstattungselemente und Zubehörstücke zum Einbau zur Wahl, was Vorteile hinsichtlich Kosten und Umbauzeit gegenüber reinen Spezialanfertigungen bot.

## Der Amblewagon im Verlauf der Produktionsjahre

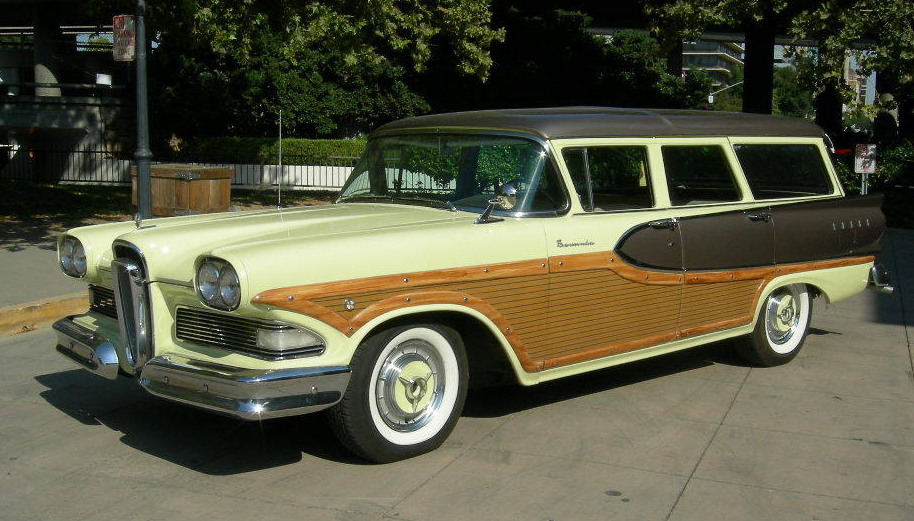
Edsel Bermuda Station Wagon von 1958, eines der seltensten Ausgangsmodelle für einen Umbau zum Amblewagon

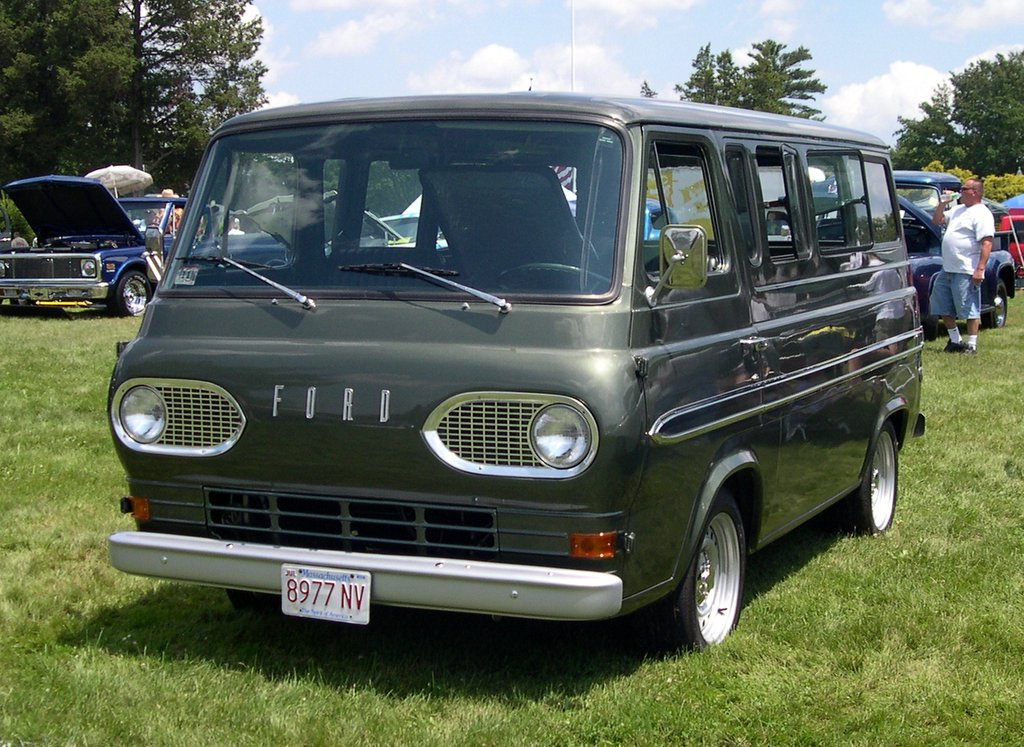
Ford Econoline Station Bus, der ab 1961 zum Amblewagon umgebaut werden konnte

Die ersten Amblewagons von 1956 basierten auf serienmäßigen, auf dem nordamerikanischen Markt verbreiteten Kombiwagen von Ford, konkret dem Modell Station Wagon (Courier Sedan Delivery und Country Sedan), oder Kombis der höherwertigen Schwestermarke Mercury, die mit werksseitig verstärkten Lenkungs- und Radaufhängungselementen bestellt worden waren. Sie nutzten die serienmäßige, einteilige, links angeschlagene Heckklappe, wie sie schon seit 1952 von den Pkw-basierten Lieferwagen Ford Courier bekannt war. Ab den ersten Jahren und zumindest noch 1970 bestand eine enge geschäftliche Beziehung zum Ford-Konzern, über dessen ausgewählte Händler die Amblewagons auf Basis der Konzernmarken konfiguriert, bestellt und auch ausgeliefert wurden.
Im Jahr 1957 führte der Ford-Konzern für seine Kombi- und Lieferwagen der bestehenden Marken Ford und Mercury sowie – mit großem Werbeaufwand neu auf den Markt gebracht – Edsel ein neues Heckklappenkonzept ein: Die Klappe war nun horizontal geteilt. Der obere Teil aus Rückfenster mit Rahmen war oben am Dach angeschlagen und schwenkte nach oben, während das darunter befindliche Stahlblechelement nach unten abgeklappt werden konnte. A.C.C. erschien diese Lösung für den Amblewagon weniger geeignet und suchte nach einer Alternative. Das Unternehmen entwickelte daher nach dem Vorbild der bisherigen Heckklappen eine einteilige, seitlich links angeschlagene, besonders große, aus glasfaserverstärktem Kunststoff selbst gefertigte Variante. Über einen Ford-Händler bestellte der Kunde sein Ausgangsfahrzeug und aus dem regulären Zubehörprogramm den zusätzlichen, im Kofferraum montierbaren mittleren Sitz der Neunsitzer-Ausführung; dagegen konnte er die serienmäßige zweiteilige Heckklappe bei Ford abbestellen. Die bei A.C.C. beim Umbau zum Amblewagon eingepasste GFK-Heckklappe vergrößerte die Zugangshöhe um 9 bis 13 Zentimeter, vor allem durch den Wegfall der oberen Scharniere.
In den Jahren 1957 und 1958 war der Amblewagon in drei Ausführungen erhältlich, neben der Variante als Krankentransportwagen auch als Leichenwagen (bzw. als combination car, bei dem nach Bedarf zwischen beiden gewechselt werden konnte) sowie als mobiler Werkstattwagen. Bis 1959 erweiterte der Ford-Konzern sein Angebot an Kombis kontinuierlich und alle Modelle der Marken Ford, Mercury und Edsel konnten bei A.C.C. zu Amblewagons umgebaut werden; zu den seltensten Ausgangsmodellen gehörten der Edsel Villager, Roundup und Bermuda.
Mit dem Modelljahr 1960 gab A.C.C. den Bau eigener Heckklappen wieder auf. Genutzt wurde nun die Serienversion der Ausgangsmodelle, um die Umbauten zum Amblewagon noch preisgünstiger anbieten zu können. Als Ausgangsfahrzeuge kamen die Kombis der Marken Chevrolet und Pontiac von General Motors sowie Chrysler, Dodge und Plymouth aus dem Chrysler-Konzern hinzu. Zudem begann man, im Werksauftrag auch Großserien-Kombiwagen der Marke Rambler zu Krankentransportwagen umzubauen; sie entstanden zwar im Stil der Amblewagons, hießen jedoch „Rambulance“ und wurden unmittelbar über die American Motors Corporation (AMC) vermarktet. Ab 1961 bot A.C.C. die Umbauten zum Amblewagon auch auf Basis der beiden neuen Frontlenker-Kleinbusse Ford Econoline Station Bus (mit Motor hinter der Vorderachse) und Chevrolet Corvair Greenbrier (mit Heckmotor) an. Später kamen die Kombimodelle weiterer US-amerikanischer Automarken hinzu, darunter Oldsmobile und Buick. Im Fall von Pontiac ist umfassend belegt – und für die weiteren Marken bestehen gleichfalls Anhaltspunkte –, dass A.C.C. ab 1960 beim Konfigurieren sowie bei der Bestellung und Auslieferung der Fahrzeuge bundesweit ähnlich eng mit offiziellen Markenhändlern kooperierte wie bereits bei Ford und Mercury.
Umbauten zum Amblewagon wurden bis 1978 angeboten. Jedoch war bereits 1973 ein Gesetz, der EMS Systems Act, verabschiedet worden, das ab 1978 de facto neu zugelassene Krankentransportwagen auf Pkw-Basis verhinderte. Es ließ das Konzept des Amblewagons hinfällig werden, sodass A.C.C. damit das Hauptgeschäftsfeld verlor. Mit Umbauten zu Leichenwagen und größeren Rettungswagen konnte der Betrieb nur noch bis 1979 aufrechterhalten werden; andere Quellen sprechen von einer Unternehmensauflösung 1982. Wie viele Fahrzeuge insgesamt zu Amblewagons umgebaut wurden, ist nicht überliefert; die Werksunterlagen gingen mit der Abwicklung des Unternehmens verloren.

## Preise und Verbreitung

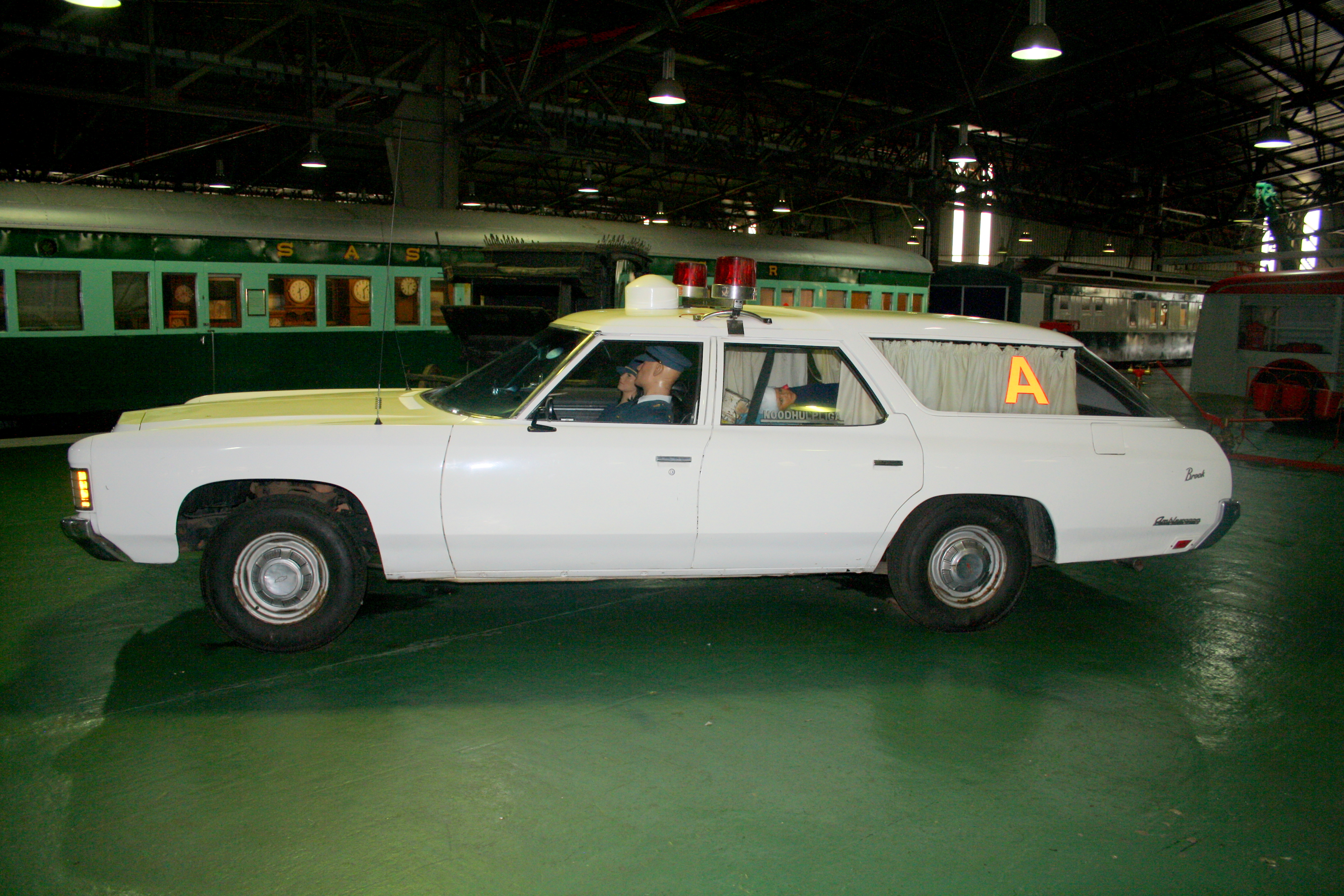
Chevrolet Brookwood Amblewagon von 1971, ausgestellt in Südafrika

Der Preis des Umbaus zum Amblewagon variierte je nach Ausstattung. Die Umrüstung zum vollständig ausgestatteten Krankentransportwagen konnte anfänglich bereits für 1000 US-Dollar ausgeführt werden. Verglichen mit den Kosten eines herkömmlichen neuen Krankenwagens werden die Umbaukosten zum Amblewagon vereinzelt als „wahres Schnäppchen“ bezeichnet. Beliebt war der preiswerte Amblewagon speziell bei den Rettungsdiensten in Kleinstädten: Viele erhielten erstmals ein eigenes Fahrzeug, sodass sie bei Unfällen und für Krankentransporte nicht mehr zeitaufwendig Hilfe aus der nächstgrößeren Nachbarstadt anfordern oder – wie früher üblich – auf den entsprechend geräumigen Wagen des örtlichen Bestatters zurückgreifen mussten. Auch schon bestehende Krankentransportdienste und Feuerwehren griffen gern auf das neuartige Konzept zurück: Die Unterhaltskosten für die Pkw-basierten Amblewagons waren günstiger, was mitunter zu einer schnelleren Erneuerung des Fuhrparks führte. Zeitweise sanken die Preise für Ausstattungspakete sogar, teilweise durch weitere Rationalisierung, teilweise durch Verzicht auf einzelne Ausstattungsdetails. In der zweiten Hälfte der 1960er-Jahre war schon für 515 US-Dollar ein Amblewagon-Basispaket für einen Pontiac-Kombi erhältlich. Ein vollständig ausgestatteter Amblewagon auf Chrysler-Basis kostete 1967 vergleichsweise günstige 9000 US-Dollar.
Die bekannteste Werbeaussage von A.C.C. war: The Amblewagon is a genuine Ambulance! („Der Amblewagon ist ein echter (vollwertiger) Krankentransportwagen!“).
Nur sehr wenige Amblewagons entstanden auf Basis eines Edsel, genaue Zahlen sind auch hierzu nicht bekannt. Mehrere solcher Exemplare aus den Jahren 1958 und 1959, darunter drei auf höchstem Niveau restaurierte, haben bis heute überdauert und sind in Sammlerkreisen die gesuchtesten.

## Trivia

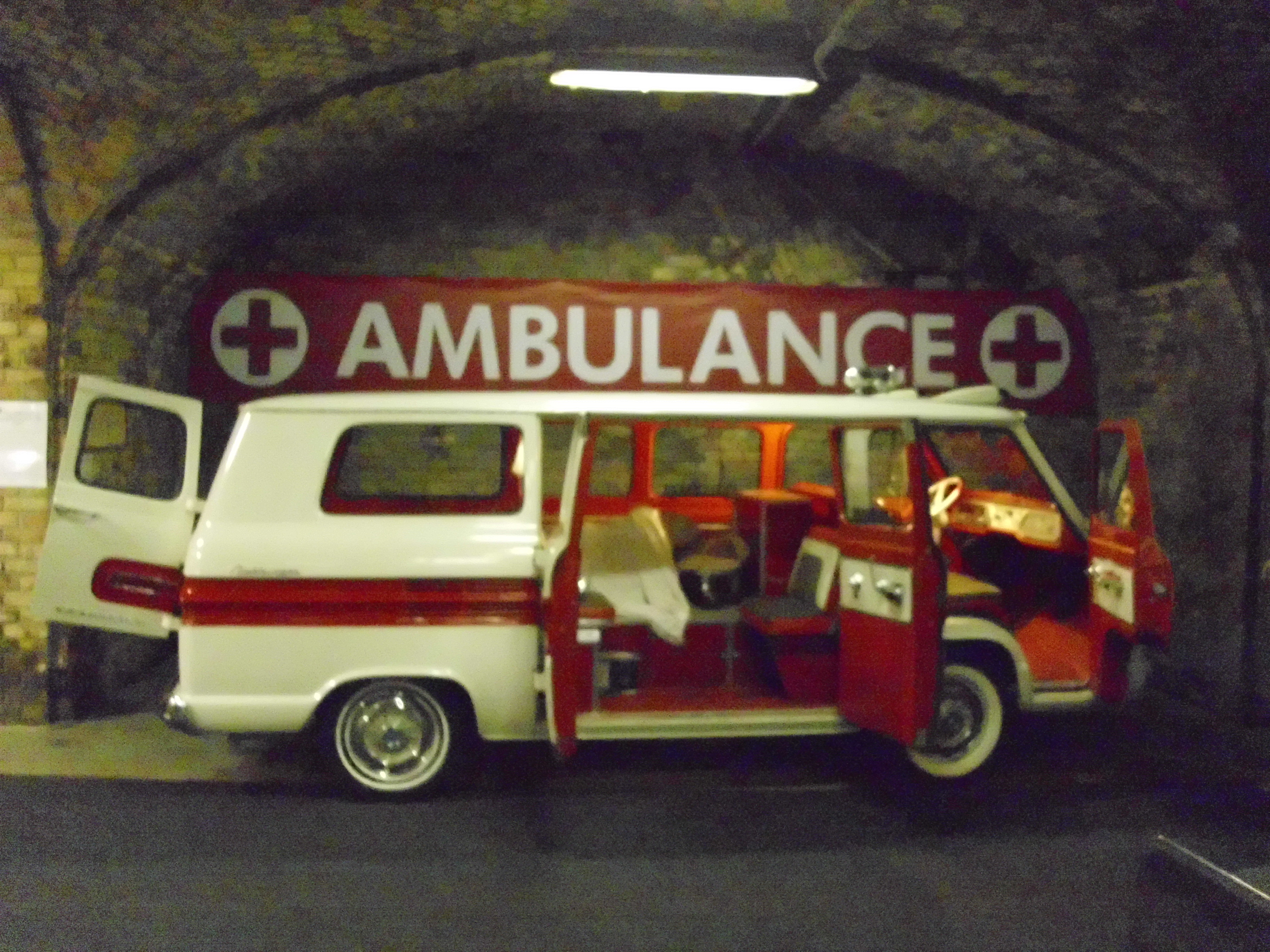
Ein Chevrolet Corvair Greenbrier Amblewagon von 1962, ausgestellt im Álomautó-Múzeum in Budapest, Ungarn

Eines der ältesten erhaltenen Exemplare ist der Mercury Amblewagon von 1956 des US-Amerikaners Thomas Weller aus Kalifornien. Bis 2016 leistete Weller über 50 Jahre lang dienstlich auf Schnellstraßen Pannenhilfe und wurde durch regionale Medien als The San Diego Highwayman bekannt. Auf dem Fahrzeugheck hat er den Spruch angebracht: My church was the highway for 50 years („Meine Kirche war 50 Jahre lang der Highway“): 1966–2016.
Ein restaurierter, fahrtüchtiger Chevrolet Corvair Greenbrier Amblewagon von 1962 gehörte zum Bestand des inzwischen geschlossenen Álomautó-Múzeums in Budapest; später wechselte das Fahrzeug in das Cadillac-Museum nach Hachenburg im Westerwald. Es ist eines von zwei erhaltenen, top-restaurierten Exemplaren dieses Typs; bei dem anderen restaurierten handelt es sich um den allerersten produzierten Corvair-Kleinbus, ursprünglich ein Messe-Ausstellungsstück.
Ein Chevrolet Brookwood Amblewagon von 1971 ist im Outeniqua Railway Museum im südafrikanischen George ausgestellt.
Seit den späten 1950er-Jahren sind Amblewagons in zahlreichen Kino- und Fernsehfilmen zu sehen; beispielhaft zu nennen sind der Dokumentarfilm Four Days in November von 1964 und das Filmdrama JFK – Tatort Dallas von Oliver Stone aus dem Jahr 1991, die beide die Ermordung des US-Präsidenten John F. Kennedy im Jahr 1963 behandeln. Auch in vielen, meist zeitgenössischen Krimiserien, die in den Vereinigten Staaten oder dem (ehemaligen) Britischen Empire spielen, gehören Amblewagons zur typischen Filmausstattung.
Von dem Hersteller Whitebox ist ein Ford Amblewagon aus dem Modelljahr 1964 im Maßstab 1:43 erhältlich; das rote Sammlermodell aus Metall und Kunststoff ist auf 1000 Exemplare limitiert.

## Weitere Produkte und Projekte von A.C.C.
- Arlington (1958–1979): Preiswerte Umbauten von Großserien-Kombiwagen zu Leichenwagen mit größeren äußerlichen Veränderungen, ebenfalls mit demontierbarer Ausstattung;
- Rescu-All (1958–1979): Preiswerte Umbauten von Großserien-Kleinbussen zu Rettungswagen, ebenfalls mit demontierbarer Ausstattung (größere, höhere und schwerere Ausgangsfahrzeuge mit umfassenderer Ausstattung);
- Rambulance (1960– ?): Preiswerte Umbauten von Großserien-Kombiwagen der Marke Rambler zu Krankentransportwagen im Werksauftrag, die unmittelbar über die American Motors Corporation (AMC) vermarktet wurden;
- Florette (1959–?): Preiswerte Umbauten von Großserien-Kombiwagen mit demontierbarer Ausstattung speziell für Blumenhändler;
- Dodge Coronet und Plymouth Belvedere “altered-wheelbase” A/FX-Rennsportwagen (1965/66): Aufwendige Umbauten von jeweils sechs Fahrzeugen im Auftrag des Chrysler-Konzerns für Beschleunigungsrennen, optisch und konzeptionell Vorläufer der Funny-Car-Dragster.[3][31][32][33][34]